# Shun’ya Kamiya
Shun’ya Kamiya (japanisch 神谷 駿文 Kamiya Shun’ya; * 23. Dezember 1991 in Takahama) ist ein ehemaliger japanischer Fußballspieler.

## Karriere
Kamiya erlernte das Fußballspielen in der Jugendmannschaft von Nagoya Grampus und der Universitätsmannschaft der Tokai-Gakuen-Universität. Seinen ersten Vertrag unterschrieb er 2014 bei Fujieda MYFC. Der Verein spielte in der dritthöchsten Liga des Landes, der J3 League. 2016 wechselte er zu Ligakonkurrenten FC Kariya. Ende 2016 beendete er seine Karriere als Fußballspieler.